# Antisocialist
Antisocialist è un singolo del gruppo musicale britannico Asking Alexandria, pubblicato il 4 marzo 2020 come terzo estratto dal sesto album in studio Like a House on Fire.

## Descrizione
Quarta traccia dell'album, il chitarrista Ben Bruce ha spiegato che Antisocialist è stata scritta verso «coloro che vogliono solo alzare il dito medio in alto e urlare in cima ai loro polmoni. È una canzone per i frustrati, i dimenticati, i non apprezzati e gli oppressi. È un brano per coloro che lavorano duramente e non ricevono nulla in cambio. È una canzone per coloro che sognano duramente e vengono derisi».

## Video musicale
Pubblicato contemporaneamente all'uscita del singolo, il video è stato diretto da Frankie Nasso e alterna scene del gruppo eseguire il brano sul tetto di un edificio con altre in cui una bambina viene oppressa dalla gente circostante.

## Tracce
Download digitale – 1ª versione
1. Antisocialist – 3:36

Download digitale – 2ª versione
1. Antisocialist – 3:36
2. Antisocialist (Unplugged) – 3:32

## Formazione
Gruppo
- Danny Worsnop – voce
- Ben Bruce – chitarra, voce
- Cameron Liddell – chitarra
- Sam Bettley – basso
- James Cassells – batteria

Produzione
- Matt Good – produzione, missaggio
- Ted Jensen – mastering

## Classifiche
| Classifica (2020)                | Posizione massima |
| -------------------------------- | ----------------- |
| Stati Uniti (hard rock)          | 6                 |
| Stati Uniti (mainstream rock)    | 3                 |
| Stati Uniti (rock & alternative) | 26                |

## Date di pubblicazione
| Paese                 | Data di pubblicazione | Formato                         |
| --------------------- | --------------------- | ------------------------------- |
| Mondo                 | 4 marzo 2020          | Download digitale – 1ª versione |
| Stati Uniti d'America | 10 marzo 2020         | Airplay                         |
| Mondo                 | 6 luglio 2020         | Download digitale – 2ª versione |